# Westwoodia ruficeps
Westwoodia ruficeps är en stekelart som beskrevs av Gaspard Auguste Brullé 1846. Westwoodia ruficeps ingår i släktet Westwoodia och familjen brokparasitsteklar. Inga underarter finns listade i Catalogue of Life.